# Gsm-werpen
Gsm-werpen is een internationale sport die in 2000 ontstond in Finland. Hierbij wordt een mobiele telefoon (gsm) geworpen, waarbij aan de afstand en soms ook de techniek een score wordt toegekend.

## Kampioenschappen

### Belgisch kampioenschap
Het eerste Belgisch kampioenschap gsm-werpen werd in juli 2006 georganiseerd in Gent door de toeristische dienst USE-IT, tijdens de Gentse Feesten. Organisator Tobias De Pessemier, directeur van USE-IT, noemde het kampioenschap "een protest tegen het voortdurend bereikbaar zijn in de huidige samenleving." Allereerste Belgische kampioen gsm-werpen werd Pieter Willems. Hij gooide zijn gsm 59,9 meter ver en werd de allereerste Belgische deelnemer tijdens het wereldkampioenschap in Finland.
Anno 2015 vindt het Belgisch kampioenschap plaats op het strand van Bredene, georganiseerd door JIM Mobile.

## Categorieën
Het gsm-werpen wordt onderverdeeld in 4 categorieën: 
- Traditioneel (original): de score wordt bepaald door de verste afstand van drie worpen waarbij de gsm door een schouderbeweging wordt geworpen. Op 27 augustus 2014 bracht Dries Feremans in het Belgische Kessel-Lo het wereldrecord naar 110m42.
- Vrije stijl (freestyle): de score wordt geven aan de choreografie.
- Ploeg (team-original): de score wordt bepaald door het optellen van de éne worp van maximum drie kandidaten.
- Junior: de categorie voor kandidaten onder de twaalf jaar.

Winnaars
| Jaar        | Man                        | Vrouw                       | Jongens                    | Meisjes                      |
| ----------- | -------------------------- | --------------------------- | -------------------------- | ---------------------------- |
| 2013 Goud   | Dries Feremans 68,56 m     | Marie De Backer 38,28 m     | Karim Setta 59,33 m        | Louise Van De Ginste 39,17 m |
| 2013 Zilver | Kristof Bourgeois 61,29 m  | Anna Van Hoofstat 36,23 m   | Jens De Pauw 47,42 m       | Ann Telemans 38,02 m         |
| 2013 Brons  | Jelle Defoor 57,77 m       | Lieselot Ghyselinck 35,51 m | Gertjan Van Hacht 45,89 m  | Marie Van Hoofstat 26,21 m   |
| 2012 Goud   | Didier Stas 70,94 m        | Lien Willekens              | Artuur Driessens           | Lieselot Ghyselinck          |
| 2012 Zilver |                            |                             |                            |                              |
| 2012 Brons  |                            |                             |                            |                              |
| 2011 Goud   | Richard Wattez 63,94 m     | Aurelie Vermeir 39,27 m     | Christophe Coppens 58,26 m |                              |
| 2011 Zilver |                            |                             |                            |                              |
| 2011 Brons  |                            |                             |                            |                              |
| 2010 Goud   | Salamber Ilragimon 61,95 m | Elke Oosterlink 40,49 m     | Indy Kerselaers 62,70 m KB |                              |
| 2010 Zilver | Lode Jacobs 61,69 m        | Aurelie Vermeir 33,33 m     | Jarne Duchateau 50,10 m    |                              |
| 2010 Brons  | Sander Hoefkens 57,92 m    | Stefanie Hofman 29,74 m     | Bert De Wilde 48,58 m      |                              |

### Wereldkampioenschap
De "Mobile Phone Throwing World Championships" worden sinds 2002 gehouden in Savonlinna. Enkel in 2008 werden ze in Narva in Estland gehouden.
Winnaars
| Jaar        | Original                                                                       | Freestyle                                                 | Teams                                          | Kids-original                               |
| ----------- | ------------------------------------------------------------------------------ | --------------------------------------------------------- | ---------------------------------------------- | ------------------------------------------- |
| 2013 Goud   |                                                                                |                                                           |                                                |                                             |
| 2013 Zilver |                                                                                |                                                           |                                                | Louise Van De Ginste België (Vrouwen 12-16) |
| 2013 Brons  |                                                                                |                                                           |                                                |                                             |
| 2012 Goud   | MAN Ere Karjalainen Finland 101,46 meter VROUW Jonna Mattero 42,47 meter       |                                                           |                                                | Aleksi Muukkonen 39,19 meter                |
| 2012 Zilver |                                                                                |                                                           |                                                |                                             |
| 2012 Brons  |                                                                                |                                                           |                                                |                                             |
| 2011 Goud   |                                                                                |                                                           |                                                |                                             |
| 2011 Zilver |                                                                                |                                                           |                                                |                                             |
| 2011 Brons  |                                                                                |                                                           |                                                |                                             |
| 2010 Goud   |                                                                                |                                                           |                                                |                                             |
| 2010 Zilver |                                                                                |                                                           |                                                |                                             |
| 2010 Brons  |                                                                                |                                                           |                                                |                                             |
| 2009 Goud   | MAN Pauli Kosunen Finland (FIN) 79,60 m VROUW Suvi Torikka Finland 37,50 m     |                                                           |                                                | Verneri Aleksejev Finland 43,77 m           |
| 2009 Zilver |                                                                                |                                                           |                                                |                                             |
| 2009 Brons  |                                                                                |                                                           |                                                |                                             |
| 2008 Goud   | MAN Timmo Lilium EST (85 m) VROUW Valeria Kadorova EST (41 m)                  | Cara (een hond) (p)                                       |                                                | Riku Kankkunen Finland (55 m)               |
| 2008 Zilver |                                                                                |                                                           |                                                |                                             |
| 2008 Brons  |                                                                                |                                                           |                                                |                                             |
| 2007 Goud   | MAN Tommi Huotari Finland (89,62 m) VROUW Eija Laakso Finland (44,49 m)        |                                                           |                                                | Antti Aikio Finland (51,26 m)               |
| 2007 Zilver |                                                                                |                                                           |                                                |                                             |
| 2007 Brons  |                                                                                |                                                           |                                                |                                             |
| 2006 Goud   | MAN Huotari Tommi Finland(89,62 m) VROUW Eija Laakso Finland (44,49 m)         | Elina Pitkänen Finland (12p) Taco Cohen Nederland (12p)   |                                                | Antti Aikio Finland (51,26 m)               |
| 2006 Zilver | MAN Paajanen Mika Finland (76,68 m) VROUW Farah el Airoudi Nederland (42,06 m) | /                                                         |                                                | Sami Mikkola Finland (31,92 m)              |
| 2006 Brons  | MAN Haikala Mikko Finland (73,36 m) VROUW Tuija Helenius Finland (40,48 m)     | Juho Dillström Finland (11p)                              |                                                | Keni Lunna Finland (30,20 m)                |
| 2005 Goud   | MAN Lassi Etelätalo Finland (89,00 m) VROUW Eija Laakso Finland (50,83 m WR)   | Paavo Kolari Finland (12p)                                | Ruoskat Finland (217,85 m)                     | Jere Selin Finland (57,79 m)                |
| 2005 Zilver | MAN Mikko Lampi Finland (87,17 m) VROUW Sari Säisänen Finland (43,34 m)        | Elie Rusthoven Nederland (10p)                            | Ruskan Pasaus Finland (149,84 m)               | Antti Aikio Finland (50,80 m)               |
| 2005 Brons  | MAN Tomi Kurvi Finland (80,20 m) VROUW Tilde Frölig Zweden (14,99 m)           |                                                           | "Emmä Tiiä" Finland (142,39 m)                 | Sami Mikkola Finland (38,45 m)              |
| 2004 Goud   | MAN Mika Kosonen Finland (42,22 m) VROUW Marke Krok Finland (41,42 m)          | Sten Kiezenbrink Nederland (15p)                          | Stadin Kingit Finland (237,36 m)               | Mika Kosonen Finland (42,22 m)              |
| 2004 Zilver | MAN Jani Pölönen Finland (33,78 m) VROUW Minna Pekonen Finland (37,18 m)       | Paavo Kolari Finland (14p)                                | Länsi-Asikkalan Punsiseura Finland (178,27 m)  | Jani Pölönen Finland (33,78 m)              |
| 2004 Brons  | MAN Panu Puurtinen Finland (25,99 m) VROUW Heidi Leitner AUT (31,88 m)         | Sagal Kouki Finland (13p)                                 | Team Heiskanen Finland (130,16 m)              | Panu Puurtinen Finland (25,99 m)            |
| 2003 Goud   | Samu Santala Finland(66,62 m)                                                  | Pekka the bachelor Finland (56p)                          | Datafisher Finland (132,61 m)                  | Paavo Hirvonen Finland (46,83 m)            |
| 2003 Zilver | Janne Mielikäinen Finland (61,19 m)                                            |                                                           | SoftaTest Finland Frankrijk (84,15 m)          | Santtu Pursiainen Finland (31,65 m)         |
| 2003 Brons  | Timo Herrala Finland (59,61 m)                                                 |                                                           | Savonlinnan kaupunginhallitus Finland(75,46 m) | Toni Kuusela Finland (30,85 m)              |
| 2002 Goud   | Petri Valta (66,72 m WR)                                                       | Ally Aitken (30p)                                         | Sorvan linko (156,97 m)                        | Timo Pitko (25,40 m)                        |
| 2002 Zilver | Janne Mielikäinen (59,29 m)                                                    | Eija Pessinen (29p)                                       | Manalan sirkustirehtöörit (147,57 m)           | Miikka Vihavainen (22,75 m)                 |
| 2002 Brons  | Erno Riihelä (54,52 m)                                                         | Aira Salomaa (27p)                                        | Turun vahauspalvelu (136,50 m)                 | Mikael Vitikainen (16,55 m)                 |
| 2001 Goud   | EJani Torpo (WR 57,03 m)                                                       | Veijo Heikkilä (24p)                                      | JHuhmarin Haka (88,50 m)                       |                                             |
| 2001 Zilver | Pasi Henttonen (55,45 m)                                                       | Jonne Luostarinen (23p)                                   | Engel Palvelut Oy (81,10 m)                    |                                             |
| 2001 Brons  | Jarkko Häyhä (45,45 m)                                                         | Pirjo Puolakka (22p)                                      | Savonlinna Puhelin Oy (69,80 m)                |                                             |
| 2000 Goud   | Erno Riihelä (WR 48 m)                                                         | Lasse Pulkkinen & son (29p)                               | Juuti Pirkko, Markku and Kimmo                 |                                             |
| 2000 Zilver | Jonne Luostarinen (42 m)                                                       | Jarkko Wuorinen (25p)                                     | SPY women                                      |                                             |
| 2000 Brons  | Juha Salonen (38 m)                                                            | EX AEQUO: Meri-Sisko Eskola (24p) Akseli Ollikainen (24p) | Girlfriends (surpise team)                     |                                             |

## Records
Verste worpen mannen
- Update: augustus 2014

| PLAATS | AFSTAND | NAAM                             | LOCATIE    | DATUM      |
| ------ | ------- | -------------------------------- | ---------- | ---------- |
| 1.     | 110.42  | Dries Feremans BEL               | België     | 27-08-2014 |
| 2.     | 102,68  | Chris Hughff Verenigd Koninkrijk | België     | 21-07-2012 |
| 3.     | 101,46  | Ere Karjalainen Finland          | Savonlinna | 18-08-2012 |
| 4.     | 97,34   | Tomáš Benda Tsjechië             | Praag      | 05-06-2012 |
| 5.     | 95,59   | Simon Wells Verenigd Koninkrijk  | Londen     | 12-08-2007 |
| 6.     | 94,97   | Mikko Lampi Finland              | Savonlinna | 27-08-2005 |
| 7.     | 94,67   | Jeremy Gallop Zuid-Afrika        | Savonlinna | 18-08-2012 |
| 8.     | 93,95   | Lucián Berger Tsjechië           | Praag      | 05-06-2012 |
| 9.     | 93,33   | Bjornbet Sondre Noorwegen        | Savonlinna | 27-08-2005 |
| 10.    | 90,00   | Ville Piippo Finland             | Savonlinna | 27-08-2005 |
| 11.    | 89,62   | Huotari Tommi Finland            | Savonlinna | 25-08-2007 |
| 12.    | 89,00   | Lassi Etelätalo Finland          | Savonlinna | 26-08-2006 |

Verste worpen vrouwen
- Update: augustus 2012

| PLAATS | AFSTAND | NAAM                              | LOCATIE       | DATUM      |
| ------ | ------- | --------------------------------- | ------------- | ---------- |
| 1.     | 60,24   | Tereza Kopicová Tsjechië          | Praag         | 05-06-2012 |
| 2.     | 54,68   | Kateřina Reehová Tsjechië         | Praag         | 05-06-2012 |
| 3.     | 53,52   | Jan Singleton Verenigd Koninkrijk | Londen        | 20-08-2006 |
| 4.     | 50,83   | Eija Laakso Finland               | Finland       | 26-08-2006 |
| 5.     | 48,50   | Stephanie Parusel Liechtenstein   | Liechtenstein | 23-05-2010 |
| 6.     | 48,xx   | Netta Karvinen Finland            | Finland       | 19-08-2011 |
| 7.     | 43,34   | Sari Säisänen Finland             | Finland       | 26-08-2006 |
| 8.     | 42,47   | Jonna Mattero Finland             | Finland       | 18-08-2012 |
| 9.     | 41,42   | Marke Krok Finland                | Finland       | 27-08-2005 |
| 10.    | 41,00   | Valeria Kadorova Estland          | Estland       | 23-08-2008 |
| 11.    | 40,94   | Elke Oosterlink België            | België        | 21-07-2010 |
| 12.    | 39,75   | Lien Willekens België             | België        | 21-07-2012 |

## Trivia
- Het eerste nationaal georganiseerde kampioenschap was in 2004 in Noorwegen.
- Het beste resultaat ooit is dat van de Belgische wereldrecordhouder Dries Feremans met 110,42 meter, geworpen op de atletiekpiste van de Leuvense atletiekclub DCLA op 27 augustus 2014, officieel vastgesteld door een gerechtsdeurwaarder. Hiermee verbeterde hij het resultaat van Chris Hughff die 102,68 meter wierp als demonstratie op het Belgisch kampioenschap in 2012.